# Ingeborg ter Laak
Ingeborg ter Laak (Gouda, 18 februari 1973) is een Nederlands politica voor het CDA. Sinds 16 juli 2024 is zij Europarlementariër.

## Biografie
Ter Laak heeft bestuurskunde gestudeerd in Nijmegen en Tanzania. Tijdens haar loopbaan heeft zij gewerkt bij Defensie, was ze van 2008 tot 2013 adviseur bij GGD Nederland, en daarna tot 2018 directeur van ouderenzorgorganisatie ZorgScala.

### Politiek
In maart 2014 werd Ter Laak gemeenteraadslid van Zoetermeer, en vanaf mei 2018 was ze wethouder zorg, verkeer en asiel. Bij de gemeenteraadsverkiezingen van 2022 was Ter Laak lijsttrekker. Het CDA verloor toen twee van haar vier zetels, maar Ter Laak bleef wethouder in het nieuw gevormde college. De belangrijkste strijd uit haar wethouderstijd noemde ze het behoud van het ziekenhuis van Zoetermeer. Ook steunde ze initiatieven tegen eenzaamheid en was ze verantwoordelijk voor de totstandkoming van een nieuw zwembad.
Bij de Europese verkiezingen van 2024 stond Ter Laak tweede op de CDA-kandidatenlijst, en werd ze verkozen. Op 8 juli dat jaar nam ze afscheid als wethouder, en op 16 juli werd ze geïnstalleerd in het Europees Parlement.
Op 13 juli 2024 lanceerde het CDA Zoetermeer het naar haar genoemde Ingeborg Ter Laak Fonds, om financiële steun te bieden aan initiatieven om de sociale cohesie van Zoetermeer te versterken.

## Persoonlijk
Ter Laak is getrouwd en heeft twee kinderen.